# Церковь Трифона в Напрудном
Храм Святого му́ченика Три́фона в Напру́дном — приходской православный храм в Мещанском районе Москвы около МОНИКИ. Относится к Сретенскому благочинию Московской епархии Русской православной церкви.
Один из наиболее ранних сохранившихся памятников архитектуры Москвы; первый русский храм, перекрытый крещатым сводом.
Освящён в честь Святого Трифона. Находится в бывшем селе Напрудном, располагавшимся на одноимённой реке, притоке Неглинной.

## Датировка
Летописной даты не имеет. В XIX и первой половине XX века датировалась приблизительно серединой XVI века. Лев Давид предложил более раннюю датировку — между 1479 и 1492 годами. Эта дата с некоторыми оговорками (ближе к 1500 году) была принята Владимиром Седовым, не была принята Вольфгангом Кавельмахером, Сергеем Подъяпольским и Андреем Баталовым (придерживавшимися датировки серединой — второй половиной XVI века), но нашла поддержку в популярной литературе. В начале 2000-х годов Сергей Заграевский обосновал датировку храма во временном промежутке с середины 1470-х до середины 1480-х годов. Александром Артуровичем Эзериным было высказано предположение о строительстве церкви выходцами из далматинского (ныне в Черногории) города Котора — города Святого Трифона.

## Архитектура
Церковь Трифона — одноглавый бесстолпный одноапсидный центрический храм, перекрытый крещатым сводом. Материал постройки стен — гладкотёсаный белый камень, свод и барабан выполнены из маломерного кирпича. Фасады, пересечённые лопатками и горизонтальным кирпичным профилированным карнизом, имеют трифолийное (трёхлопастное) завершение. Порталы с килевидными завершениями, многообломными импостами и каннелирированными бусинами типичны для раннемосковского зодчества. В 1911 году по проекту московского архитектора Фёдора Шехтеля были сооружены Царские врата иконостаса церкви (в настоящее время утрачены).

## История
В начале XIX века к западу от церкви Трифона были возведены колокольня и трапезная, в 1825 году к церкви был пристроен южный Никольский придел, в 1861 году — северный Филаретовский придел, в 1889—1895 годах с запада была пристроена ещё одна колокольня, а на месте старой трапезной по проекту архитектора Георгия Кайзера была возведена новая трапезная-храм с куполом и двумя приделами (также Никольским и Филаретовским).
В 1812 году митрополит Черногории Петр Негош передал царю Александру I часть мощей Святого Трифона, которые были помещены в храмовую икону церкви Трифона в Напрудном (ныне она находится в Знаменской церкви в Переяславской слободе).
В 1931 году храм был закрыт, в 1932 году взорван. Сохранилась лишь часть первоначального объема XV века, интерьеры утрачены.
В 1940-х годах храм реставрировали под руководством Петра Барановского и Льва Давида, которые освободили памятник от поздних пристроек и придали ему облик, близкий к первоначальному, восстановили историческую шлемовидную форму главы, воссоздали колокольню.
В 1992 году после многолетнего запустения в храме были возобновлены службы.
В 2019 году здание передано в собственность Русской православной церкви.

## Легенды
Согласно легенде, церковь была построена сокольничим Ивана Грозного (по другой версии, Ивана III), Трифоном Патрикеевым, который упустил царского сокола во время охоты. Это могло стоить ему жизни, и сокольничий горячо молился святому Трифону, своему покровителю, чтобы он помог найти сокола. Явившийся сокольничему во сне святой указал место, где находится птица; в благодарность Трифон возвёл на этом месте храм в честь святого Трифона. Этот эпизод описан в романе Алексея Толстого «Князь Серебряный».
Легенда была отражена на одной из фресок храма (XVI—XVII веков), изображавшей всадника с соколом на вытянутой руке.

## Современное состояние
По данным на 2007 год, храм открыт ежедневно с 9 до 19 часов. Каждые субботу и воскресенье совершается литургия в 7:30. Богослужения совершает причт Знаменской церкви в Переяславской слободе.